# Fredrik av Toscana
Fredrik av Toscana, död 1055, var en italiensk monark. Han var regerande markgreve i Toscana mellan 1052 och 1055. 